# ایرینا پودولسکا
ایرینا پودولسکا (انگلیسی: Iryna Podolska؛ زادهٔ ۱۴ مارس ۱۹۹۵) بازیکن فوتبال اهل اوکراین است.
وی همچنین در تیم‌های ملی فوتبال زنان اوکراین بازی کرده‌است.